# Griffith Institute
O Instituto Griffith (em inglês, Griffith Institute) é uma instituição que faz parte do Museu Ashmolean da Universidade de Oxford, na Inglaterra, dedicada à promoção da Egiptologia enquanto disciplina. O instituto foi fundado em 21 de janeiro de 1939 e recebeu o nome do reconhecido egiptólogo francês Francis Llewellyn Griffith, que legou fundos em seu testamento à criação do instituto. 
O instituto abriga uma importante coleção egiptológica, preservando cópias originais de inscrições, desenhos e aquarelas, antigos negativos e fotografias. Entre ela estão textos de Sir Alan Henderson Gardiner e dos professores B. G. Gunn e Jaroslav Černý, registros efetuados por Howard Carter quando de sua descoberta da tumba de Tutankhamon em 1922, assim como a documentação provenientes de expedições à Nubia de Griffith e Sir Henry Wellcome.
O instituto edita e publica o Topographical Bibliography of Ancient Egyptian Hieroglyphic Texts, Reliefs and Paintings, e é responsável por um certo número de publicações importantes na área da Egiptologia: as mais conhecidas são a Egyptian Grammar de Gardiner e A Concise Dictionary of Middle Egyptian de Raymond O. Faulkner.